# Hvítárvatn

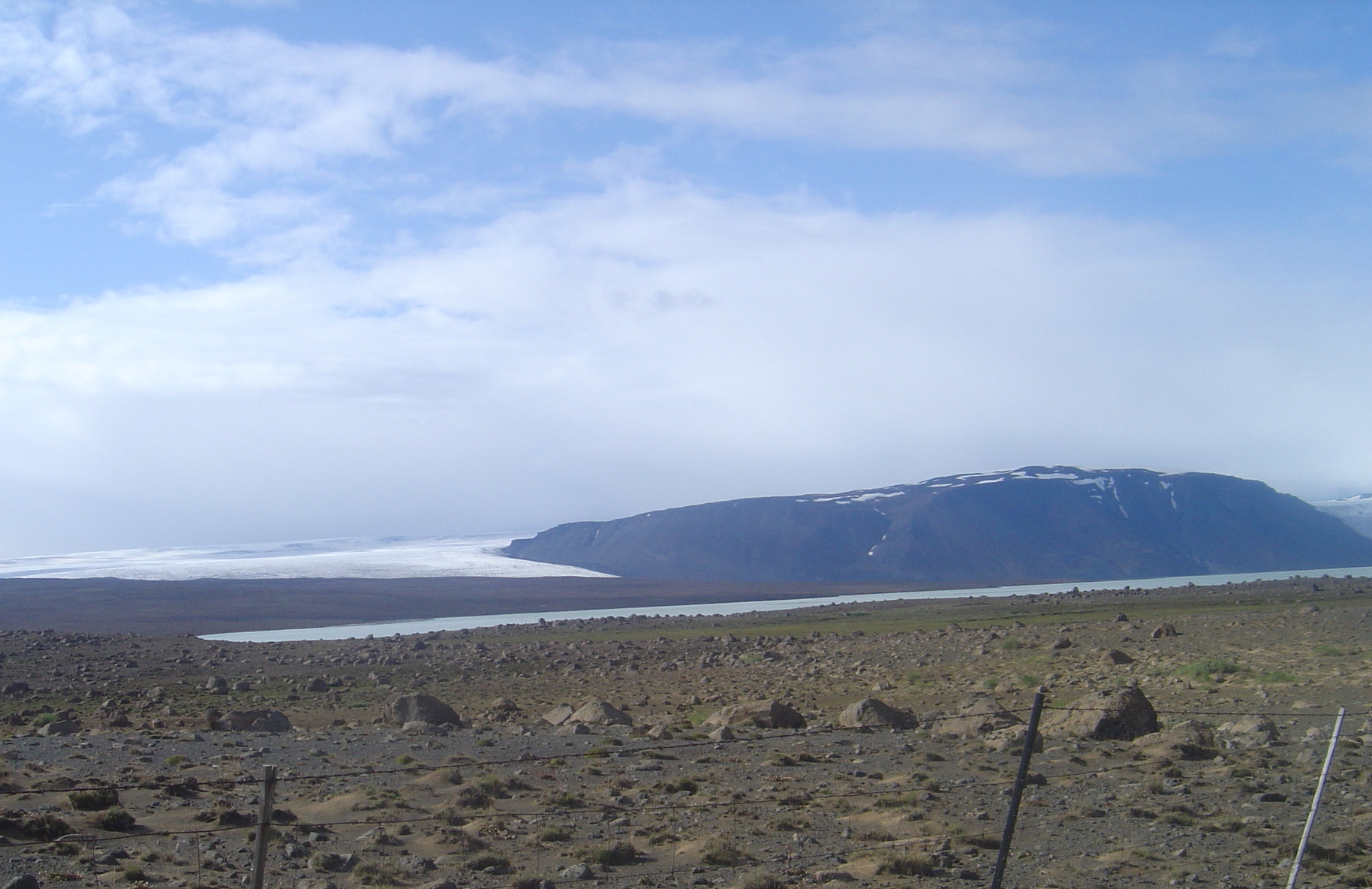
Hvítárvatn

Hvitárvatn är en sjö på Island med en area på 30 km² och det största djupet är 84 meter. Sjön är högt belägen nedanför Langjökull. Därifrån får sjön sitt vatten. Ibland flyter det också isberg i sjön.